# Masters 1986 (tennis)
De Masters 1986 werd  in het Amerikaanse New York gehouden. Het enkelspeltennistoernooi werd van 3 tot en met 8 december 1986 in de Madison Square Garden op tapijtbanen gespeeld. Het deelnemersveld bestond uit de beste acht spelers op de ATP Rankings.

## Enkelspel

### Deelnemers
De Top zeven van de ranglijst aangevuld met de nummer tien Andrés Gómez namen deel.
| Ranking | Speler         | Prestatie    |
| ------- | -------------- | ------------ |
| 1.      | Ivan Lendl     | Winnaar      |
| 2.      | Boris Becker   | Finale       |
| 3.      | Mats Wilander  | Halve finale |
| 4.      | Stefan Edberg  | Halve finale |
| 5.      | Yannick Noah   | Groepsfase   |
| 6.      | Henri Leconte  | Groepsfase   |
| 7.      | Joakim Nyström | Groepsfase   |
| 8.      | Andrés Gómez   | Groepsfase   |

### Groepsfase
De eindstand in de groepsfase wordt bepaald door achtereenvolgend te kijken naar eerst het aantal overwinningen in combinatie met het aantal wedstrijden. Mochten er dan twee spelers gelijk staan wordt er naar het onderling resultaat gekeken. Mocht het aantal overwinningen en wedstrijden bij drie of vier spelers gelijk wordt er gekeken naar het percentage gewonnen sets en eventueel gewonnen games. Als er dan nog steeds geen ranglijst opgemaakt kan worden dan beslist de wedstrijd commissie.

#### Fred Perry groep
|               |               | Uitslag       |
| ------------- | ------------- | ------------- |
| Ivan Lendl    | Yannick Noah  | 6-4, 6-4      |
| Stefan Edberg | Andrés Gómez  | 6-2, 6-3      |
| Ivan Lendl    | Andrés Gómez  | 6-3, 7-5      |
| Stefan Edberg | Yannick Noah  | 4-6, 6-3, 7-6 |
| Andrés Gómez  | Yannick Noah  | 7-6, 7-6      |
| Ivan Lendl    | Stefan Edberg | 6-3, 6-4      |

| Nr. | Speler        | Wedstrijd W - V | Sets W - V | Games W - V |
| --- | ------------- | --------------- | ---------- | ----------- |
| 1   | Ivan Lendl    | 3-0             | 6-0        | 37-23       |
| 2   | Stefan Edberg | 2-1             | 4-3        | 36-32       |
| 3   | Andrés Gómez  | 1-2             | 2-4        | 27-37       |
| 4   | Yannick Noah  | 0-3             | 1-6        | 35-43       |

#### Don Budge groep
|                |                | Uitslag       |
| -------------- | -------------- | ------------- |
| Mats Wilander  | Henri Leconte  | 6-1, 7-5      |
| Boris Becker   | Joakim Nyström | 6-1, 6-3      |
| Mats Wilander  | Joakim Nyström | 6-7, 6-3, 6-3 |
| Boris Becker   | Henri Leconte  | 0-6, 6-1, 6-1 |
| Joakim Nyström | Henri Leconte  | 6-4, 6-4      |
| Boris Becker   | Mats Wilander  | 6-3, 3-6, 6-3 |

| Nr. | Speler         | Wedstrijd W - V | Sets W - V | Games W - V |
| --- | -------------- | --------------- | ---------- | ----------- |
| 1   | Boris Becker   | 3-0             | 6-2        | 39-24       |
| 2   | Stefan Edberg  | 2-1             | 5-2        | 43-34       |
| 3   | Joakim Nyström | 1-2             | 4-3        | 29-38       |
| 4   | Henri Leconte  | 0-3             | 1-6        | 22-37       |

### Knock-outfase
|  | Halve finale | Halve finale  | Halve finale | Halve finale | Halve finale |   |              | Finale | Finale | Finale | Finale | Finale | Finale | Finale |
|  |              |               |              |              |              |   |              |        |        |        |        |        |        |        |
|  | 1            | Ivan Lendl    | 6            | 6            |              |   |              |        |        |        |        |        |        |        |
|  | 3            | Mats Wilander | 4            | 2            |              |   |              |        |        |        |        |        |        |        |
|  | 3            | Mats Wilander | 4            | 2            |              | 1 | Ivan Lendl   | 6      | 6      | 6      |        |        |        |        |
|  |              |               |              |              |              | 1 | Ivan Lendl   | 6      | 6      | 6      |        |        |        |        |
|  |              | 2             | Boris Becker | 4            | 4            | 4 |              |        |        |        |        |        |        |        |
|  | 2            | 2             | Boris Becker | 4            | 4            | 4 | Boris Becker | 6      | 6      |        |        |        |        |        |
|  | 2            |               |              |              |              |   | Boris Becker | 6      | 6      |        |        |        |        |        |
|  | 4            | Stefan Edberg | 4            | 4            |              |   |              |        |        |        |        |        |        |        |

## Dubbelspel
De Masters 1986 dubbelspeltoernooi plaats in Londen. Het tennistoernooi werd van 9 tot en met 14 december 1986 op tapijtbanen gespeeld. Het deelnemersveld bestond uit de beste acht dubbels op de ATP Rankings.
De acht geplaatste dubbels:

### Deelnemers
| Ranking | Speler                         | Prestatie    |
| ------- | ------------------------------ | ------------ |
| 1.      | Hans Gildemeister Andres Gomez | achtste      |
| 2.      | Joakim Nyström Mats Wilander   | zevende      |
| 3.      | Guy Forget Yannick Noah        | finale       |
| 4.      | Stefan Edberg Anders Järryd    | winnaars     |
| 5.      | John Fitzgerald Tomáš Šmíd     | halve finale |
| 6.      | Sergio Casal Emilio Sánchez    | zesde        |
| 7.      | Mike De Palmer Gary Donnelly   | halve finale |
| 8.      | Christo Steyn Danie Visser     | vijfde       |

### Groepsfase
De eindstand in de groepsfase wordt bepaald door achtereenvolgend te kijken naar eerst het aantal overwinningen in combinatie met het aantal wedstrijden. Mochten er dan twee koppels gelijk staan wordt er naar het onderling resultaat gekeken. Mocht het aantal overwinningen en wedstrijden bij drie of vier koppels gelijk wordt er gekeken naar het percentage gewonnen sets en eventueel gewonnen games. Als er dan nog steeds geen ranglijst opgemaakt kan worden dan beslist de wedstrijd commissie.

#### Rode groep
|                                |                                | Uitslag                 |
| ------------------------------ | ------------------------------ | ----------------------- |
| Stefan Edberg Anders Järryd    | John Fitzgerald Tomáš Šmíd     | 4–6, 6–4, 7–5, 6–3      |
| Christo Steyn Danie Visser     | Hans Gildemeister Andrés Gómez | 6–3, 6–4, 6–3           |
| John Fitzgerald Tomáš Šmíd     | Hans Gildemeister Andrés Gómez | 7–5, 4–6, 2–6, 6–3, 6–4 |
| Stefan Edberg Anders Järryd    | Christo Steyn Danie Visser     | 5–7, 6–3, 7–6, 6–2      |
| John Fitzgerald Tomáš Šmíd     | Christo Steyn Danie Visser     | 7–6, 6–4, 4–6, 6–2      |
| Hans Gildemeister Andrés Gómez | Stefan Edberg Anders Järryd    | 7–6, 6–3, 3–6, 7–6      |

| Nr. | Speler                         | Wedstrijd W - V | Sets W - V | Games W - V |
| --- | ------------------------------ | --------------- | ---------- | ----------- |
| 1   | Stefan Edberg Anders Järryd    | 2-1             | 7-5        | 68-59       |
| 2   | John Fitzgerald Tomáš Šmíd     | 2-1             | 7-6        | 66-65       |
| 3   | Christo Steyn Danie Visser     | 1-2             | 5-6        | 54-57       |
| 4   | Hans Gildemeister Andrés Gómez | 0-3             | 5-6        | 57-64       |

#### Blauwe groep
|                              |                              | Uitslag                 |
| ---------------------------- | ---------------------------- | ----------------------- |
| Guy Forget Yannick Noah      | Mike De Palmer Gary Donnelly | 6–7, 6–4, 3–6 7–6, 7–5  |
| Sergio Casal Emilio Sánchez  | Joakim Nyström Mats Wilander | 7–6, 7–6, 6–1           |
| Mike De Palmer Gary Donnelly | Joakim Nyström Mats Wilander | 4–6, 7–5, 6–1, 6–4      |
| Guy Forget Yannick Noah      | Sergio Casal Emilio Sánchez  | 6–2, 6–2 7–6            |
| Mike De Palmer Gary Donnelly | Sergio Casal Emilio Sánchez  | 3–6, 6–1, 3–6, 7–6, 6–4 |
| Guy Forget Yannick Noah      | Joakim Nyström Mats Wilander | 2–6, 7–5, 6–2, 7–5      |

| Nr. | Speler                       | Wedstrijd W - V | Sets W - V | Games W - V |
| --- | ---------------------------- | --------------- | ---------- | ----------- |
| 1   | Guy Forget Yannick Noah      | 3-0             | 9-3        | 70-56       |
| 2   | Mike De Palmer Gary Donnelly | 2-1             | 8-6        | 76-68       |
| 3   | Sergio Casal Emilio Sánchez  | 1-2             | 5-6        | 53-57       |
| 4   | Joakim Nyström Mats Wilander | 0-3             | 2-9        | 47-65       |

### Knock-outfase

#### Om plek 5
| Om plek 5 |                             |   |   |  |
|           |                             |   |   |  |
| 8         | Christo Steyn Danie Visser  | 7 | 6 |  |
| 6         | Sergio Casal Emilio Sánchez | 6 | 3 |  |

#### Om plek 7
| Om plek 7 |                                |     |  |  |
|           |                                |     |  |  |
| 2         | Joakim Nyström Mats Wilander   | w/o |  |  |
| 1         | Hans Gildemeister Andres Gomez |     |  |  |

#### Finales
|  | Halve finale | Halve finale                 | Halve finale            | Halve finale | Halve finale | Halve finale | Halve finale               |   |                             | Finale | Finale | Finale | Finale | Finale | Finale | Finale |
|  |              |                              |                         |              |              |              |                            |   |                             |        |        |        |        |        |        |        |
|  | 4            | Stefan Edberg Anders Järryd  | 7                       | 3            | 7            | 6            |                            |   |                             |        |        |        |        |        |        |        |
|  | 7            | Mike De Palmer Gary Donnelly | 6                       | 6            | 6            | 4            |                            |   |                             |        |        |        |        |        |        |        |
|  | 7            | Mike De Palmer Gary Donnelly | 6                       | 6            | 6            | 4            |                            | 4 | Stefan Edberg Anders Järryd | 6      | 7      | 6      |        |        |        |        |
|  |              |                              |                         |              |              |              |                            | 4 | Stefan Edberg Anders Järryd | 6      | 7      | 6      |        |        |        |        |
|  |              | 3                            | Guy Forget Yannick Noah | 3            | 6            | 3            |                            |   |                             |        |        |        |        |        |        |        |
|  | 5            | 3                            | Guy Forget Yannick Noah | 3            | 6            | 3            | John Fitzgerald Tomáš Šmíd | 2 | 4                           | 6      |        |        |        |        |        |        |
|  | 5            |                              |                         |              |              |              | John Fitzgerald Tomáš Šmíd | 2 | 4                           | 6      |        |        |        |        |        |        |
|  | 3            | Guy Forget Yannick Noah      | 6                       | 6            | 7            |              |                            |   |                             |        |        |        |        |        |        |        |